# Castellar de la Ribera
Castellar de la Ribera est une commune de la comarque du Solsonès dans la province de Lleida en Catalogne (Espagne).

## Géographie
Commune située dans les Pyrénées.

## Politique et administration

### Jumelages
- Castellar del Vallès, Catalogne,  Espagne